# Frachtvertrag
Ein Frachtvertrag (in Rechtsprechung und Praxis synonym auch Beförderungsvertrag genannt) ist ein spezieller Beförderungsvertrag über den Transport von Fracht.

## Internationale Rahmenregelungen
Im Internationalen Frachtrecht sind folgende internationalen Verträge geschlossen worden, deren Regelungen für die Mitgliedstaaten und die in diesen Mitgliedstaaten agierenden Frachtvertragspartner meist zwingend sind:
- die Internationale Vereinbarung über Beförderungsverträge auf Straßen (CMR) für den internationalen Straßengüterverkehr,
- das Übereinkommen über den internationalen Eisenbahnverkehr (COTIF) mit dem Anhang B „Einheitliche Rechtsvorschriften für den Vertrag über internationale Eisenbahnbeförderung von Gütern – CIM“,
- das Warschauer Abkommen (WA) und das Montrealer Übereinkommen (MÜ) für den Luftfrachtverkehr, sowie
- das Budapester Übereinkommen über den Vertrag über die Güterbeförderung in der Binnenschifffahrt (CMNI).

## Nationale Regelungen

### Deutschland
In Deutschland ist der Frachtvertrag ein Vertragstyp des Handelsrechts. Rechtssystematisch gehört er zum Transportrecht.
Durch den Frachtvertrag verpflichtet sich der Frachtführer, ein ihm vom Absender, Spediteur oder einem vorangehenden Frachtführer übergebenes Frachtgut gegen Entgelt zu dem vom Absender bestimmten Empfänger zu befördern. Die Rechtsbeziehung zwischen Absender und Frachtführer ist im Handelsgesetzbuch in den §§ 407 ff. HGB umfassend geregelt.
Für den internationalen Frachtverkehr hat die Bundesrepublik Deutschland die oben genannten internationalen Abkommen ratifiziert, die hier – sofern im Einzelnen anwendbar – die Bestimmungen des HGB in weiten Teilen verdrängen.
Der Frachtvertrag ist vom Speditionsvertrag (§§ 453 ff. HGB) zu unterscheiden. Der Frachtführer ist zur Beförderung des Frachtguts verpflichtet; der Spediteur im Regelfall nur zur Besorgung des Transports. Die Besorgung besteht in der Regel darin, dass der vom Versender mit einem Speditionsauftrag beauftragte Spediteur seinerseits einen oder mehrere aufeinanderfolgende Frachtführer mit dem eigentlichen Frachtvertrag zum Transport des Frachtgutes beauftragt. Im Verhältnis zwischen Auftraggeber und Spediteur besteht somit auch kein Fracht-, sondern ein Geschäftsbesorgungsvertrag (§ 675 BGB).
Der Frachtvertrag kommt konsensual zustande, d. h. die übereinstimmende Einigung der Vertragspartner im Sinne der §§ 145 ff. BGB – durch Angebot und Annahme des Angebots – genügen. Einer besonderen Form bedarf es dabei nicht, denn es besteht Formfreiheit. Die Ausstellung eines Frachtbriefes ist auf Verlangen des Frachtführers erforderlich; eine Ausstellungspflicht von vornherein besteht jedoch nicht.
Als konsensual vereinbarter Vertrag, ist der Frachtvertrag somit kein Realvertrag, denn es bedarf keiner körperlichen Übergabe von Gut und Frachtbrief (Realakt), um das Verpflichtungsgeschäft (Grundgeschäft) zu bewirken. Die Übernahme des Gutes und gegebenenfalls eines Frachtbriefes sind bereits Teil der Vertragserfüllung.
Wegen der Vielzahl der möglichen Fallgestaltungen und der jeweils anwendbaren Vorschriften gehört das Transportrecht zu den schwierigeren Rechtsmaterien, die vollständig nur von Spezialisten beherrscht werden. Aufsätze und Rechtsprechung zum Transportrecht werden in einer eigenen Fachzeitschrift namens Transportrecht (TranspR) veröffentlicht.

### Österreich und Schweiz
Für Österreich sind Frachtverträge mit Kraftfahrzeugen nach dem Bundesgesetz über die gewerbsmäßige Beförderung von Gütern mit Kraftfahrzeugen (Güterbeförderungsgesetz 1995  GütbefG) (aktuell in der Fassung BGBL. I Nr. 153/2006) geregelt. Im nationalen und internationalen Güterverkehr gelten die Allgemeinen Geschäftsbedingungen für Transporteure (AGT).
Die einschlägigen Bestimmungen der Schweiz sind in den Art. 440 ff. OR geregelt.